# Tenisová sezóna Rogera Federera 2000
Tenisová sezóna Rogera Federera 2000 znamenala pro švýcarského tenistu účast v prvních dvou finále turnajů ATP Tour. Na únorovém Open 13 hraném v Marseille jej v utkání o titul porazil krajan Marc Rosset až v tiebreaku rozhodující sady 6–2, 3–6, 6–7, a na říjnovém Swiss Indoors v rodné Basileji neuspěl se Švédem Thomasem Enqvistem po pětisetové bitvě 2–6, 6–4, 6–7, 6–1 a 1–6. Poprvé si zahrál hlavní soutěže Australian Open, kde vypadl ve třetím kole s Arnaudem Clémentem, a také na US Open, kde byl ve stejné fázi nad jeho síly Španěl Juan Carlos Ferrero. Z grandslamových turnajů nejdále došel na French Open, když jej v osmifinále vyřadil španělský antukář Àlex Corretja. Naopak, po prohře v úvodním kole s Jevgenijem Kafelnikovem, předvedl nejhorší výsledek ve Wimbledonu.
V polovině září reprezentoval Švýcarsko na Hrách XXVII. olympiády v Sydney. Výrazněji na sebe upozornil, když se probojoval až do semifinále. V něm podlehl německému olympionikovi Tommymu Haasovi a v následném zápasu o bronz neuspěl s Francouzem Arnaudem di Pasqualem po vyrovnaném průběhu 6–7, 7–6 a 3–6. V olympijské vesnici došlo k jeho seznámení se švýcarskou tenistkou slovenského původu Mirkou Vavrinecovou a poslední den sydneyské olympiády spolu navázali partnerský vztah. V tajnosti byl udržován až do léta 2001.
Dne 30. prosince byl zahájen na Hopmanův pohár. Partnerkou ve švýcarském družstvu se mu při premiérovém startu stala Martina Hingisová. Soutěž smíšených družstev byla dohrána až v lednu 2001 a Federer s Hingisovou získali pro zemi helvétského kříže druhý titul, když ve finále porazili Spojené státy.
Na říjnovém basilejském turnaji se spolu s Dominikem Hrbatým probojoval do svého premiérového finále čtyřhry na okruhu ATP Tour. V něm však nestačili na americko-jihoafrickou dvojici Donald Johnson a Piet Norval.
V dubnu se Federer rozhodl opustit tréninkové zázemí švýcarského svazu Swiss Tennis a následně se jeho novým osobním trenérem stal Švéd Peter Lundgren, který s hráčem spolupracoval až do konce sezóny 2003. Kondičním koučem byl v prosinci jmenován Pierre Paganini.

## Přehled sezóny

### Zimní sezóna na tvrdém povrchu
Sezónu rozehrál první lednový týden na adelaidském AAPT Championships, kde po výhře nad Němcem Jensem Knippschildem, skončil ve druhém kole na raketě favorizovaného Thomase Enqvista po nezvládnutých koncovkách obou sad. Poslední přípravou před melbournským grandslamem se stal novozélandský turnaj Heineken Open, na němž odehrál jediné utkání se Španělem Juanem Carlosem Ferrerem. Prohra 4–6 a 4–6 znamenala přesun do Melbourne Parku, kde jej čekal první start na Australian Open v kariéře. Předešlý rok se na něm neprobil z kvalifikace. V úvodním kole probíhajícího ročníku si jako 62. muž klasifikace poradil s americkým šampiónem z French Open 1989 Michaelem Changem ve třech setech 6–4, 6–4, 7–6. Jednalo se o jeho první singlovou výhru na Grand Slamu vůbec. Následně zdolal bez zaváhání slovenského hráče z druhé stovky Jána Krošláka. Ve třetí fázi jeho cestu turnajem zastavil 54. hráč světa Arnaud Clément z Francie. Za hodinu a čtyřicet jedna minut mu podlehl 1–6, 4–6, 3–6. Přestože soupeře přestřílel 7:2 na esa, vyrobil šest dvojchyb, když Francouz byl v této charakteristice bezchybný. V duelu proměnil pouze jediný breakbol ze čtyř nabídek, zatímco Clément prolomil soupeři podání šestkrát s 50 % úspěšnosti konverze breakových šancí.

#### Davis Cup
První únorový víkend byl členem švýcarského týmu, který na curyšském koberci přivítal v 1. kole Světové skupiny Davis Cupu favorizované družstvo Austrálie. V první dvouhře zdolal světovou sedmnáctku Marka Philippoussise 6–4, 7–6, 4–6 a 6–4. V sobotu přidal spolu s Lorenzem Mantou bod ze čtyřhry, když si ve čtyřech sadách poradili s dvojicí Wayne Arthurs a Sandon Stolle. Nedělní singl proti patnáctému hráči žebříčku Lleytonu Hewittovi však nezvládl, když s ním prohrál 2–6, 6–3, 6–7 a 1–6.  Švýcaři tak pozdějším finalistům soutěže podlehli 2:3 na zápasy.

#### Evropská a americká úvodní část
V týdnu po daviscupové vložce poprvé na okruhu ATP Tour zakusil finálovou účast. Marseillský Open 13 s dotací půl milionu dolarů odstartoval vítězstvím nad Francouzem Antonym Dupuisem ve dvou setech. Druhé kolo znamenalo postup přes Švéda Thomase Johanssona, figurujícího na 41. příčce. Seveřan nenašel recept na hru basilejského rodáka a odešel poražen 3–6 a 2–6. O Federerově čtvrtfinálové výhře nad sousedem ve světové klasifikaci Ivanem Ljubičićem rozhodl až tiebreak závěrečné sady, který zvládl poměrem míčů 7:5. Žebříčkově nejvýše postavený soupeř na turnaji, kterého porazil, na něj čekal v semifinále. Byl jím 38. muž světa Fabrice Santoro, který však nezvládl ani jednu ze dvou koncovek setu. Výhra 7–6 a 7–5 znamenala premiérovou účast v utkání o titul. V něm se Federer střetl s krajanem Marcem Rossetem, o deset míst hůře postaveným 77. hráčem světové klasifikace, přesto výrazně zkušenějším olympijským vítězem. Po zisku prvního setu 6–2, ztratil druhý poměrem 3–6 a o šampiónu rozhodla až zkrácená hra třetího dějství. V ní Federer prohrál poměrem míčů 5:7. V duelu hraném bez dvou minut dvě hodiny vyzněl poměr es 10:5 pro Rosseta, jenž se ale také dopustil více dvojchyb při bilanci 9:2. Starší z obou Švýcarů proměnil dva brejkboly z pěti,
mladší pak tři ze šesti. Vyrovnaná byla statistika celkové počtu vítězných míčů, když jich Rosset získal 91 proti 89 soupeře.
Na okruhu se poté Federer objevil ve druhé polovině února, když odehrál londýnský AXA Cup ze série International Gold. V úvodním kole porazil nejvýše postaveného hráče žebříčku, proti kterému dosud nastoupil. Německé světové čtyřce Nicolasi Kieferovi dovolil uhrát jen pět gamů. Po postupu přes Chorvata Goran Ivaniseviće skončil ve třetí fázi na raketě Marca Rosseta, a to na druhém turnaji v řadě. Navazující Copenhagen Open, probíhající na tvrdém povrchu v hale, znamenal postup do semifinále. Na cestě mezi nejlepší čtyřku hráčů vyhrál nad hůře postavenými tenisty. Postupně vyřadil Belgičana Filipa Dewulfa z třetí stovky, Švéda Fredrika Jonssona z druhé stovky a Itala Gianlucu Pozziho z konce první stovky žebříčku. V semifinále však odešel poražen, když nestačil na švédského 48. hráče světa Magnuse Larssona poměrem 3–6 a 6–7.
Okruh pokračoval na americkém kontinentu, kde nastoupil do druhého z březnových Mastersů Ericsson Open v Key Biscayne. Úvodní výhra nad Justinem Gimelstobem, hrajícím na divokou kartu, byla poslední. V dalším střetnutí prohrál s dvacátým třetím nasazeným Argentincem Marianem Zabaletou 4–6 a 6–7. Na předchozím Indian Wells Masters skončil již v kvalifikaci na raketě Inda Leandera Paese. Přesto jej na tomto kalifornském turnaji porazil ve čtyřhře, do níž nastoupil spolu s Dominikem Hrbatým. Paes byl úřadující deblovou světovou jedničkou a v páru s Waynem Arthursem ve druhém kole nestačili na švýcarsko-slovenskou dvojici. Ta postoupila až do semifinále, kde ji vyřadil pár Paul Haarhuis a Sandon Stolle.

### Antuková sezóna
Antukovou část roku otevřel ve druhé polovině dubna na svém druhém Mastersu – Monte Carlo Open, na nějž přijížděl poprvé v kariéře jako hráč nejlepší padesátky žebříčku, když figuroval na 49. místě. Krátké singlové působení na dvorcích francouzské obce Roquebrune-Cap-Martin však ukončil porážkou 1–6, 6–2, 5–7 od světové třicet sedmičky Jiřího Nováka, který ho již přehrál ve Wimbledonu 1999. Ve čtyřhře však podruhé v sezóně došel do semifinále, kde s Nicolasem Éscudem nestačili na Haarhuise a Stoleho. Tento pár ukončil jeho cestu i na předešlém Indian Wells Masters, a nikoli naposledy. První kolo dvouhry neprolomil ani na barcelonském Torneo Godó ze zlaté série, kde jej deklasoval Španěl Sergi Bruguera, tehdy až 249. hráč žebříčku, poměrem 1–6 a 1–6.
Šňůra porážek v prvních kolech antukových turnajů pokračovala i na dalších třech květnových událostech. První z nich utržil na římském Italian Open od ukrajinského hráče Andreje Medveděva ve třech sadách, druhou na hamburském German Open, kde se jeho přemožitelem stal Rumun Andrei Pavel a konečně třetí přišla na Internationaler Raiffeisen Grand Prix probíhajícím v rakouském St. Pöltenu. Zde jej vyřadil německý tenista z konce první stovky Markus Hantschk, když mu dovolil uhrát jen tři gamy.
Před druhým grandslamem French Open nedokázal vyhrát žádné utkání na pěti předchozích turnajích. Tento výkon se mu podařil, z pozice 54. muže světa, až na pařížském majoru, kde v prvním kole zdolal Australana Waynea Arthurse ve čtyřech setech. Po vítězství nad Američanem Janem-Michaelem Gambillem svedl ve třetí fázi pětisetovou bitvu s krajanem Michelem Kratochvilem. Nejlepší grandslamový výsledek v dosavadní krátké kariéře završil v osmifinále, kde mu stopku vystavila favorizovaná světová desítka Àlex Corretja poměrem 5–7, 6–7 a 2–6. V duelu trvajícím dvě hodiny a třicet šest minut Španěl získal vyšší procento míčů po prvním (86 % ku 71 % Federera) i druhém servisu (50 % ku 34 %), zaznamenal vyšší úspěšnost míčů na příjmu, a dokázal proměnit pět ze čtrnácti breakbolů, oproti dvěma využitým Švýcarem, jenž další tři šance nevyužil. Federer naopak vévodil ve statistice es, když jich zahrál devět ku pěti protivníka, stejně tak ale vyrobil šest dvojchyb, tedy o tři více než Corretja.

### Sezóna na trávě
Letní travnatý díl roku zahájil premiérovou účastí na německém Gerry Weber Open v Halle. Turnaj se v následujících letech stal jeho pravidelnou wimbledonskou přípravou, na němž dokázal získat rekordní počet titulů. Představoval také první událost, do níž zasáhl již jako hráč elitní čtyřicítky světa, když mu patřila 38. příčka. Po dvousetových výhrách nad Arnaudem Clémentem a Magnusem Larssonem mu ve čtvrtfinále vrátil porážku z úvodního grandslamu 28. hráč světa Michael Chang, na kterého nestačil 5–7 a 2–6. Jednalo se o jediné vítězství Američana z pěti vzájemných střetnutí.
Po krátkém účinkování na Nottingham Open, kde byl vyřazen v prvním kole Australanem Richardem Frombergem, přiletěl do Londýna na svůj druhý Wimbledon. Na první výhru si však musel počkat další rok, když předvedl nejhorší grandslamový výsledek sezóny. V otevíracím zápase nestačil na ruskou světovou pětku Jevgenije Kafelnikova po třísetovém průběhu 5–7, 5–7 a 6–7. Stále málo zkušený Švýcar nezvládl koncovky všech sad. Za dvě hodiny a osm minut vyprodukoval deset es a dvě dvojchyby. Zaznamenal nižší účinnost konverze breakových příležitostí, když využil tři míče z osmi proti pěti prolomeným podáním ze sedmi šancí ruského tenisty.
Do mužské wimbledonské čtyřhry nastoupil společně s Australanem Andrewem Kratzmannem. Po třech vítězstvích skončili ve čtvrtfinále. Federera, kterému patřilo 51. místo deblového žebříčku, potřetí v roce zastavil pár složený ze světové trojky Haarhuise a čtyřky Stolleho.

### Červencové intermezzo
Červencové intermezzo kopírovalo scénář z předešlého roku. Opět se zúčastnil turnaje UBS Open Gstaad, aby následně nastoupil za daviscupový tým. Na gstaadské antuce podlehl v prvním kole, stejně jako při své poslední antukové prohře, světové desítce Àlexu Corretjovi, tentokrát po vyrovnaném boji 4–6, 6–4 a 4–6. V St. Gallenu pak Švýcaři přivítali v baráži o udržení ve Světové skupině Davis Cupu družstvo Běloruska. V páteční dvouhře na kobercovém povrchu si poradil s níže postaveným Vladimirem Volčkovem až po pětisetovém dramatu 4–6, 7–5, 7–6, 5–7 a 6–2. Za rozhodnutého stavu již do nedělního singlu nenastoupil a hráči helvetského kříže se v elitní úrovni soutěže udrželi po jednoznačném výsledku 5:0 na zápasy.

### Letní sezóna na amerických betonech
Na počátku srpna rozehrál první turnaj letní části na amerických betonech, když na Tennis Masters Series–Canada probíhajícím daný rok v Torontu, nepřešel přes první kolo a vypadl s desátým tenistou žebříčku Lleytonem Hewittem 6–3, 3–6 a 2–6. První fázi nepřekonal ani na turnaji Tennis Masters Series–Cincinnati, hraném další týden, když jej vyřadil 43. muž světa Francisco Clavet ze Španělska. Třetí prohru během tří týdnů v řadě utržil na RCA Championships v Indianapolisu, kde se jeho přemožitelem stal o 151 míst níže postavený australský hráč James Sekulov, když oba sety získal rozdílem dvou gamů.
První letní výhry na americkém kontinentu se dočkal až v závěru srpna, když přijel na newyorský grandslam US Open. Přesto se nejednalo o vítězství završené mečbolem, protože Nizozemec Peter Wessels zápas v páté sadě skrečoval. Duel nedokázal za stavu 2:0 na sety dovést do vítězného konce. Po téměř třech hodinách a výsledku 4–6, 4–6, 6–3, 7–5 a 3–4, nemohl dále pokračovat pro podvrtnutý kotník. Ve druhém kole pak Švýcar bez problémů porazil, tehdy až 307. kanadského tenistu klasifikace Daniela Nestora, a ve třetí fázi byl nad jeho síly dvanáctý muž světa Juan Carlos Ferrero, jemuž podlehl ve čtyřech setech. V utkání trvajícím tři hodiny a třináct minut Federer zahrál čtrnáct es a sedm dvojchyb oproti čtyřem esům a deseti dvojchybám Španěla. Zaznamenal také vyšší úspěšnost získaných míčů po prvním servisu a celkově si připsal o čtrnáct míčů více. Proměnil šest breakbolů z devíti šancí, kdežto soupeř prolomil jeho podání čtyřikrát z dvanácti nabízených možností. Ve vyrovnaném střetnutí tak rozhodly dvě zkrácené hry, které si vždy připsal soupeř. Pancho Segura, bývalý trenér Jimmyho Connorse, jenž utkání přihlížel, výkon švýcarského mladíka „prorocky“ shrnul: „Tohle děcko, Federer, by mohlo klidně mít kariéru jako Pete Sampras.“

### Letní olympijské hry
Ve druhé polovině září se Federer stal olympionikem, když reprezentoval Švýcarsko na svých prvních Letních olympijských hrách v Sydney. Z pozice 36. hráče světa rozehrál soutěž dvouhry hladkou výhrou nad Němcem Davidem Prinosilem. Další dvousetová vítězství získal nad Slovákem Karolem Kučerou, Švédem Mikaelem Tillströmem, jemuž dovolil uhrát pouze tři gamy, a konečně ve čtvrtfinále si poradil se světovou třicet čtyřkou Karimem Alamim z Maroka 7–6 a 6–1.
Medaili však na Hrách XXVII. olympiády nezískal, když ani jeden ze zbylých zápasů nevyhrál. V semifinále nenašel recept na žebříčkově níže postaveného Němce Tommyho Haase, jemuž podlehl hladce 3–6 a 2–6. Bronzový olympijský kov mu pak nedovolil zavěsit na krk 62. muž světa Arnaud Di Pasquale z Francie, když jej po vyrovnaném průběhu porazil 7–6, 6–7 a 6–3.

### Podzimní halová sezóna
Druhý říjnový týden otevřel halovou sezónu na vídeňském CA-TennisTrophy ze zlaté série, třetí nejvyšší kategorie okruhu. Zisk 155 bodů z olympiády mu pomohlo k postupu o pět příček výše a ve Vídni nastoupil jako 31. hráč světové klasifikace. Počtvrté v sezóně se probojoval do semifinále. Na této cestě přehrál podruhé v kariéře světovou čtyřku, tentokrát v úvodním duelu ztělesněnou ve Švédu Magnusi Normanovi poměrem 4–6, 7–6, 6–4. Poté přešel přes Maxe Mirného a bývalého wimbledonského vítěze Richarda Krajiceka. Mezi poslední čtyřkou hráčů jej však zastavila světová desítka Tim Henman, který následně zaznamenal premiérový titul sezóny.
Na druhou finálovou účast v kariéře dosáhl na koberci hraném Davidoff Swiss Indoors v rodné Basileji. V otevíracím duelu turnaje s rozpočtem jednoho milionu dolarů oplatil čerstvou olympijskou porážku Tommymu Haasovi, který startoval na divokou kartu. Ve druhém kole zůstal na jeho raketě Andrei Pavel a ve čtvrtfinále francouzský hráč z konce druhé stovky Nicolas Thomann. Těžký boj svedl v semifinále s devátým tenistou světa Lleytonem Hewittem, když o postupujícím rozhodl až tiebreak rozhodují sady ve prospěch Švýcara 8:6. Ani ve druhé bitvě o titul na okruhu ATP Tour však neuspěl, když jej zdolal šestý hráč Thomas Enqvist po dramatickém průběhu 2–6, 6–4, 6–7, 6–1 a 1–6. V utkání trvajícím tři hodiny a šestnáct minut vzal basilejský rodák soupeři čtyřikrát podání a pětkrát jej ztratil. Byl úspěšnější v počtu patnácti es ku deseti Švéda, ale zahrál pět dvojchyb na tři Seveřana. Zisk 81 000 dolarů a 175 bodů jej poprvé v kariéře posunul do elitní třicítky tenistů, když po turnaji figuroval na 25. místě žebříčku. Ve čtyřhře se po boku Slováka Dominika Hrbatého probojoval do premiérového deblového finále na okruhu. Stejně jako ve dvouhře však odešel poražen, když pár nestačil na americko-jihoafrickou dvojici Donald Johnson a Piet Norval těsným výsledkem 6–7, 6–4 a 6–7. Sezónu pak zakončil na 32. místě deblového žebříčku.
Na tvrdém povrchu Mastersu ve Stuttgartu se probojoval do druhé fáze, v níž vypadl se světovou pětkou Jevgenijem Kafelnikovem.
Na první ze dvou listopadových událostí konaných na francouzské půdě – Grand Prix de Tennis de Lyon, skončil ve druhém kole se Slovákem Karolem Kučerou a na Tennis Masters Series–Paris v hale Bercy, mu stopku v úvodním zápasu vystavil Kučerův krajan a deblový spoluhráč Dominik Hrbatý. Závěrečnou akcí roku se pro něj stal švédský turnaj Scania Stockholm Open hraný v týdnu od 20. lisltopadu, na němž postoupil opět pouze do druhé fáze. Po výhře nad Michailem Južným jeho sezónu uzavřel švédský hráč Andreas Vinciguerra, jemuž patřilo 55. místo žebříčku.
Sezónu zakončil na 29. místě žebříčku ATP pro dvouhru.

## Přehled utkání

### Grand Slam
| turnaj          | fáze    | stav   | soupeř              | výsledek                          |
| --------------- | ------- | ------ | ------------------- | --------------------------------- |
| Australian Open | 1. kolo | výhra  | Michael Chang       | 6–4, 6–4, 7–6(7–5)                |
| Australian Open | 2. kolo | výhra  | Ján Krošlák         | 7–6(7–1), 6–2, 6–3                |
| Australian Open | 3. kolo | prohra | Arnaud Clément      | 6–1, 6–4, 6–3                     |
| French Open     | 1. kolo | výhra  | Wayne Arthurs       | 7–6(7–4), 6–3, 1–6, 6–3           |
| French Open     | 2. kolo | výhra  | Jan-Michael Gambill | 7–6(7–5), 6–3, 6–3                |
| French Open     | 3. kolo | výhra  | Michel Kratochvil   | 7–6(7–5), 6–4, 2–6, 6–7(4–7), 8–6 |
| French Open     | 4. kolo | prohra | Àlex Corretja       | 7–5, 7–6(9–7), 6–2                |
| Wimbledon       | 1. kolo | prohra | Jevgenij Kafelnikov | 7–5, 7–5, 7–6(8–6)                |
| US Open         | 1. kolo | výhra  | Peter Wessels       | 4–6, 4–6, 6–3, 7–5, 6–4           |
| US Open         | 2. kolo | výhra  | Daniel Nestor       | 6–1, 7–6(7–5), 6–1                |
| US Open         | 3. kolo | prohra | Juan Carlos Ferrero | 7–5, 7–6(8–6), 1–6, 7–6(8–6)      |

### ATP Tour

#### Dvouhra: 66 (36–30)
| utkání | turnaj                          | stát          | datum      | kat. | místo | povrch  | fáze       | soupeř              | stav   | výsledek                          |
| 36. | AAPT Championships              | Austrálie     | 1/3/2000   | 250  | venku | tvrdý   | 32 v kole  | Jens Knippschild    | výhra  | 6–1, 6–4                          |
| 37. | AAPT Championships              | Austrálie     | 1/3/2000   | 250  | venku | tvrdý   | 16 v kole  | Thomas Enqvist      | prohra | 6–7(5–7), 4–6                     |
| 38. | Heineken Open                   | Nový Zéland   | 1/10/2000  | 250  | venku | tvrdý   | 32 v kole  | Juan Carlos Ferrero | prohra | 4–6, 4–6                          |
| 39. | Australian Open                 | Austrálie     | 1/17/2000  | GS   | venku | tvrdý   | 128 v kole | Michael Chang       | výhra  | 6–4, 6–4, 7–6(7–5)                |
| 40. | Australian Open                 | Austrálie     | 1/17/2000  | GS   | venku | tvrdý   | 64 v kole  | Ján Krošlák         | výhra  | 7–6(7–1), 6–2, 6–3                |
| 41. | Australian Open                 | Austrálie     | 1/17/2000  | GS   | venku | tvrdý   | 32 v kole  | Arnaud Clément      | prohra | 1–6, 4–6, 3–6                     |
| 42. | AUS v. SUI, DC Svět             | Švýcarsko     | 2/4/2000   | DC   | hala  | koberec | 1. kolo    | Mark Philippoussis  | výhra  | 6–4, 7–6(7–3), 4–6, 6–4           |
| 43. | AUS v. SUI, DC Svět             | Švýcarsko     | 2/4/2000   | DC   | hala  | koberec | 1. kolo    | Lleyton Hewitt      | prohra | 2–6, 6–3, 6–7(2–7), 1–6           |
| 44. | Open 13 Marseille               | Francie       | 2/7/2000   | 250  | hala  | tvrdý   | 32 v kole  | Antony Dupuis       | výhra  | 6–4, 6–4                          |
| 45. | Open 13 Marseille               | Francie       | 2/7/2000   | 250  | hala  | tvrdý   | 16 v kole  | Thomas Johansson    | výhra  | 6–3, 6–2                          |
| 46. | Open 13 Marseille               | Francie       | 2/7/2000   | 250  | hala  | tvrdý   | QF         | Ivan Ljubičić       | výhra  | 6–2, 3–6, 7–6(7–5)                |
| 47. | Open 13 Marseille               | Francie       | 2/7/2000   | 250  | hala  | tvrdý   | SF         | Fabrice Santoro     | výhra  | 7–6(7–4), 7–5                     |
| 48. | Open 13 Marseille               | Francie       | 2/7/2000   | 250  | hala  | tvrdý   | Finále     | Marc Rosset         | prohta | 6–2, 3–6, 6–7(5–7)                |
| 49. | AXA Cup                         | V. Británie   | 2/21/2000  | 500  | hala  | tvrdý   | 32 v kole  | Nicolas Kiefer      | výhra  | 6–2, 6–3                          |
| 50. | AXA Cup                         | V. Británie   | 2/21/2000  | 500  | hala  | tvrdý   | 16 v kole  | Goran Ivanišević    | výhra  | 7–5, 6–3                          |
| 51. | AXA Cup                         | V. Británie   | 2/21/2000  | 500  | hala  | tvrdý   | QF         | Marc Rosset         | prohra | 6–3, 4–6, 4–6                     |
| 52. | Copenhagen Open                 | Dánsko        | 2/28/2000  | 250  | hala  | tvrdý   | 32 v kole  | Filip Dewulf        | výhra  | 6–4, 4–6, 6–3                     |
| 53. | Copenhagen Open                 | Dánsko        | 2/28/2000  | 250  | hala  | tvrdý   | 16 v kole  | Fredrik Jonsson     | výhra  | 6–4, 6–4                          |
| 54. | Copenhagen Open                 | Dánsko        | 2/28/2000  | 250  | hala  | tvrdý   | QF         | Gianluca Pozzi      | výhra  | 4–6, 6–1, 6–3                     |
| 55. | Copenhagen Open                 | Dánsko        | 2/28/2000  | 250  | hala  | tvrdý   | SF         | Magnus Larsson      | prohra | 3–6, 6–7(6–8)                     |
| – | ATP Masters Series Indian Wells | Spojené státy | 3/11/2000  | 1000 | venku | tvrdý   | 32 kval.   | Leander Paes        | prohra | 7–5, 1–6, 4–6                     |
| 56. | ATP Masters Series Miami        | Spojené státy | 3/20/2000  | 1000 | venku | tvrdý   | 128 v kole | Justin Gimelstob    | výhra  | 7–5, 6–3                          |
| 57. | ATP Masters Series Miami        | Spojené státy | 3/20/2000  | 1000 | venku | tvrdý   | 64 v kole  | Mariano Zabaleta    | prohra | 4–6, 6–7(7–9)                     |
| 58. | ATP Masters Series Monte Carlo  | Monako        | 4/17/2000  | 1000 | venku | antuka  | 64 v kole  | Jiří Novák          | prohra | 1–6, 6–2, 5–7                     |
| 59. | Torneo Godó                     | Španělsko     | 4/24/2000  | 500  | venku | antuka  | 64 v kole  | Sergi Bruguera      | prohra | 1–6, 1–6                          |
| 60. | ATP Masters Series Rome         | Itálie        | 5/8/2000   | 1000 | venku | antuka  | 64 v kole  | Andrej Medveděv     | prohra | 6–3, 3–6, 5–7                     |
| 61. | ATP Masters Series Hamburg      | Německo       | 5/15/2000  | 1000 | venku | antuka  | 64 v kole  | Andrei Pavel        | prohra | 4–6, 3–6                          |
| 62. | Int. Raiffeisen Grand Prix      | Rakousko      | 5/22/2000  | 250  | venku | antuka  | 32 v kole  | Markus Hantschk     | prohta | 2–6, 1–6                          |
| 63. | Roland Garros                   | Francie       | 5/29/2000  | GS   | venku | antuka  | 128 v kole | Wayne Arthurs       | výhra  | 7–6(7–4), 6–3, 1–6, 6–3           |
| 64. | Roland Garros                   | Francie       | 5/29/2000  | GS   | venku | antuka  | 64 v kole  | Jan–Michael Gambill | výhra  | 7–6(7–5), 6–3, 6–3                |
| 65. | Roland Garros                   | Francie       | 5/29/2000  | GS   | venku | antuka  | 32 v kole  | Michel Kratochvil   | výhra  | 7–6(7–5), 6–4, 2–6, 6–7(4–7), 8–6 |
| 66. | Roland Garros                   | Francie       | 5/29/2000  | GS   | venku | antuka  | 16 v kole  | Àlex Corretja       | prohra | 5–7, 6–7(7–9), 2–6                |
| 67. | Gerry Weber Open                | Německo       | 6/12/2000  | 250  | venku | tráva   | 32 v kole  | Arnaud Clément      | výhra  | 6–4, 6–2                          |
| 68. | Gerry Weber Open                | Německo       | 6/12/2000  | 250  | venku | tráva   | 16 v kole  | Magnus Larsson      | výhra  | 6–2, 6–3                          |
| 69. | Gerry Weber Open                | Německo       | 6/12/2000  | 250  | venku | tráva   | QF         | Michael Chang       | prohra | 5–7, 2–6                          |
| 70. | Nottingham Open                 | V. Británie   | 6/19/2000  | 250  | venku | tráva   | 32 v kole  | Richard Fromberg    | prohra | 5–7, 1–6                          |
| 71. | Wimbledon                       | V. Británie   | 6/26/2000  | GS   | venku | tráva   | 128 v kole | Jevgenij Kafelnikov | prohra | 5–7, 5–7, 6–7(6–8)                |
| 72. | UBS Open Gstaad                 | Švýcarsko     | 7/10/2000  | 250  | venku | antuka  | 32 v kole  | Àlex Corretja       | prohra | 4–6, 6–4, 4–6                     |
| 73. | SUI v. BLR, DC                  | Švýcarsko     | 7/21/2000  | DC   | hala  | koberec | baráž      | Vladimir Volčkov    | výhra  | 4–6, 7–5, 7–6(7–1), 5–7, 6–2      |
| 74. | ATP Masters Series Canada       | Kanada        | 7/31/2000  | 1000 | venku | tvrdý   | 64 v kole  | Lleyton Hewitt      | prohra | 6–3, 3–6, 2–6                     |
| 75. | ATP Masters Series Cincinnati   | Spojené státy | 8/7/2000   | 1000 | venku | tvrdý   | 64 v kole  | Francisco Clavet    | prohra | 6–7(3–7), 6–7(4–7)                |
| 76. | RCA Championships               | Spojené státy | 8/14/2000  | 500  | venku | tvrdý   | 64 v kole  | James Sekulov       | prohra | 4–6, 5–7                          |
| 77. | US Open                         | Spojené státy | 8/28/2000  | GS   | venku | tvrdý   | 128 v kole | Peter Wessels       | výhra  | 4–6, 4–6, 6–3, 7–5, 3–4, RET      |
| 78. | US Open                         | Spojené státy | 8/28/2000  | GS   | venku | tvrdý   | 64 v kole  | Daniel Nestor       | výhra  | 6–1, 7–6(7–5), 6–1                |
| 79. | US Open                         | Spojené státy | 8/28/2000  | GS   | venku | tvrdý   | 32 v kole  | Juan Carlos Ferrero | prohra | 5–7, 6–7(6–8), 6–1, 6–7(6–8)      |
| 80. | Olympijské hry – Sydney         | Austrálie     | 9/18/2000  | OL   | venku | tvrdý   | 64 v kole  | David Prinosil      | výhra  | 6–2, 6–2                          |
| 81. | Olympijské hry – Sydney         | Austrálie     | 9/18/2000  | OL   | venku | tvrdý   | 32 v kole  | Karol Kučera        | výhra  | 6–4, 7–6(7–5)                     |
| 82. | Olympijské hry – Sydney         | Austrálie     | 9/18/2000  | OL   | venku | tvrdý   | 16 v kole  | Mikael Tillström    | výhra  | 6–1, 6–2                          |
| 83. | Olympijské hry – Sydney         | Austrálie     | 9/18/2000  | OL   | venku | tvrdý   | QF         | Karim Alami         | výhra  | 7–6(7–2), 6–1                     |
| 84. | Olympijské hry – Sydney         | Austrálie     | 9/18/2000  | OL   | venku | tvrdý   | SF         | Tommy Haas          | prohra | 3–6, 2–6                          |
| 85. | Olympijské hry – Sydney         | Austrálie     | 9/18/2000  | OL   | venku | tvrdý   | o bronz    | Arnaud Di Pasquale  | prohra | 6–7(5–7), 7–6(9–7), 3–6           |
| 86. | CA-TennisTrophy                 | Rakousko      | 10/9/2000  | 500  | hala  | tvrdý   | 32 v kole  | Magnus Norman       | výhra  | 4–6, 7–6(7–4), 6–4                |
| 87. | CA-TennisTrophy                 | Rakousko      | 10/9/2000  | 500  | hala  | tvrdý   | 16 v kole  | Max Mirnyj          | výhra  | 6–3, 6–3                          |
| 88. | CA-TennisTrophy                 | Rakousko      | 10/9/2000  | 500  | hala  | tvrdý   | QF         | Richard Krajicek    | výhra  | 6–4, 6–3                          |
| 89. | CA-TennisTrophy                 | Rakousko      | 10/9/2000  | 500  | hala  | tvrdý   | SF         | Tim Henman          | prohra | 6–2, 6–7(4–7), 3–6                |
| 90. | Davidoff Swiss Indoors          | Švýcarsko     | 10/23/2000 | 250  | hala  | koberec | 32 v kole  | Tommy Haas          | výhra  | 6–3, 6–3                          |
| 91. | Davidoff Swiss Indoors          | Švýcarsko     | 10/23/2000 | 250  | hala  | koberec | 16 v kole  | Andrei Pavel        | výhra  | 7–6(7–4), 6–4                     |
| 92. | Davidoff Swiss Indoors          | Švýcarsko     | 10/23/2000 | 250  | hala  | koberec | QF         | Nicolas Thomann     | výhra  | 6–4, 6–4                          |
| 93. | Davidoff Swiss Indoors          | Švýcarsko     | 10/23/2000 | 250  | hala  | koberec | SF         | Lleyton Hewitt      | výhra  | 6–4, 5–7, 7–6(8–6)                |
| 94. | Davidoff Swiss Indoors          | Švýcarsko     | 10/23/2000 | 250  | hala  | koberec | Finále     | Thomas Enqvist      | prohra | 2–6, 6–4, 6–7(4–7), 6–1, 1–6      |
| 95. | ATP Masters Series Stuttgart    | Německo       | 10/30/2000 | 1000 | hala  | tvrdý   | 64 v kole  | Jan–Michael Gambill | výhra  | 7–6(7–3), 1–0skreč                |
| 96. | ATP Masters Series Stuttgart    | Německo       | 10/30/2000 | 1000 | hala  | tvrdý   | 32 v kole  | Jevgenij Kafelnikov | prohra | 5–7, 3–6                          |
| 97. | GP de Tennis de Lyon            | Francie       | 11/6/2000  | 250  | hala  | koberec | 32 v kole  | Nicolas Escudé      | výhra  | 6–3, 7–6(7–3)                     |
| 98. | GP de Tennis de Lyon            | Francie       | 11/6/2000  | 250  | hala  | koberec | 16 v kole  | Karol Kučera        | prohra | 6–3, 2–6, 1–6                     |
| 99. | ATP Masters Series Paris        | Francie       | 11/13/2000 | 1000 | hala  | koberec | 64 v kole  | Dominik Hrbatý      | prohra | 6–4, 2–6, 2–6                     |
| 100. | Scania Stockholm Open           | Švédsko       | 11/20/2000 | 250  | hala  | tvrdý   | 32 v kole  | Michail Južnyj      | výhra  | 5–7, 6–4, 6–3                     |
| 101. | Scania Stockholm Open           | Švédsko       | 11/20/2000 | 250  | hala  | tvrdý   | 16 v kole  | Andreas Vinciguerra | prohra | 5–7, 6–7(3–7)                     |
| kval. – kvalifikace, QF – čtvrtfinále, SF – semifinále, zs – základní skupina kategorie: 250 – International Series / 500 – International Series Gold / 1000 – Tennis Masters Series / GS – Grand Slam / DC – Davis Cup / OL – Letní olympijské hry |                                 |               |            |      |       |         |            |                     |        |                                   |

## Přehled finále
| Legenda                                 |
| Grand Slam (0–0)                        |
| Tennis Masters Cup (0–0)                |
| ATP Masters Series (0–0)                |
| ATP International Series Gold (0–0)     |
| ATP International Series (0–2 D; 0–1 Č) |
| D – dvouhra; Č – čtyřhra                |

| Finále dle povrchu     |
| ---------------------- |
| koberec (0–2 D; 0–1 Č) |

| Finále dle místa    |
| ------------------- |
| venku (0–0)         |
| hala (0–2 D; 0–1 Č) |

### Dvouhra: 2 (0–2)
| stav      | č. | datum          | turnaj             | povrch      | soupeř ve finále | výsledek                     |
| --------- | -- | -------------- | ------------------ | ----------- | ---------------- | ---------------------------- |
| Finalista | 1. | 13. února 2000 | Marseille, Francie | koberec (h) | Marc Rosset      | 6–2, 3–6, 6–7(5–7)           |
| Finalista | 2. | 29. října 2000 | Basilej, Švýcarsko | koberec (h) | Thomas Enqvist   | 2–6, 6–4, 6–7(4–7), 6–1, 1–6 |

### Čtyřhra: 1 (0–1)
| stav      | č. | datum          | turnaj             | povrch      | spoluhráč      | soupeři ve finále          | výsledek                  |
| --------- | -- | -------------- | ------------------ | ----------- | -------------- | -------------------------- | ------------------------- |
| Finalista | 1. | 29. října 2000 | Basilej, Švýcarsko | koberec (h) | Dominik Hrbatý | Donald Johnson Piet Norval | 6–7(11–13), 6–4, 6–7(4–7) |

## Finanční odměny
| Soutěž  | turnaj                     | finanční odměna |
| ------- | -------------------------- | --------------- |
| Dvouhra | AAPT Championships         | $5 500          |
| Dvouhra | Heineken Open              | $3 250          |
| Dvouhra | Australian Open            | $19 588         |
| Dvouhra | Open 13                    | $39 300         |
| Dvouhra | AXA Cup                    | $18 970         |
| Dvouhra | Copenhagen Open            | $16 000         |
| Dvouhra | Miami Masters              | $8 700          |
| Dvouhra | Monte-Carlo Masters        | $8 550          |
| Dvouhra | Torneo Godó                | $3 150          |
| Dvouhra | Rome Masters               | $8 550          |
| Dvouhra | Hamburg Masters            | $8 550          |
| Dvouhra | Int. Raiffeisen Grand Prix | $4 000          |
| Dvouhra | French Open                | $41 814         |
| Dvouhra | Gerry Weber Open           | $27 970         |
| Dvouhra | Nottingham Open            | $3 500          |
| Dvouhra | Wimbledon                  | $10 762         |
| Dvouhra | UBS Open Gstaad            | $5 700          |
| Dvouhra | Canada Masters             | $8 550          |
| Dvouhra | RCA Championships          | $2 450          |
| Dvouhra | US Open                    | $35 000         |
| Dvouhra | CA-TennisTrophy            | $36 000         |
| Dvouhra | Davidoff Swiss Indoors     | $81 000         |
| Dvouhra | Masters Series Stuttgart   | $17 500         |
| Dvouhra | GP de Tennis de Lyon       | $13 050         |
| Dvouhra | BNP Paribas Masters        | $9 200          |
| Dvouhra | Scania Stockholm Open      | $13 050         |
| Čtyřhra | AAPT Championships         | $1 950          |
| Čtyřhra | Australian Open            | $2 241          |
| Čtyřhra | Copenhagen Open            | $750            |
| Čtyřhra | Indian Wells Masters       | $21 150         |
| Čtyřhra | Miami Masters              | $2 440          |
| Čtyřhra | Monte-Carlo Masters        | $21 150         |
| Čtyřhra | Hamburg Masters            | $11 100         |
| Čtyřhra | French Open                | $2 982          |
| Čtyřhra | Gerry Weber Open           | $7 100          |
| Čtyřhra | Nottingham Open            | $750            |
| Čtyřhra | Wimbledon                  | $19 585         |
| Čtyřhra | UBS Open Gstaad            | $3 970          |
| Čtyřhra | Canada Masters             | $11 100         |
| Čtyřhra | RCA Championships          | $1 000          |
| Čtyřhra | US Open                    | $7 500          |
| Čtyřhra | Davidoff Swiss Indoors     | $21 650         |
| Čtyřhra | Masters Series Stuttgart   | $5 650          |
| Čtyřhra | GP de Tennis de Lyon       | $5 590          |
| Čtyřhra | BNP Paribas Masters        | $5 650          |
| Další   | další                      | $770            |
| Přehled | výdělek v sezóně           | $623 782        |
| Přehled | výdělek v kariéře          | $876 876        |